# اختلال در یادگیری غیرکلامی
ناتوانی در یادگیری غیرکلامی (به انگلیسی: Nonverbal learning disability) که با سرواژه NVLD نیز شناخته می‌شود، یک اختلال عصبی رشدی است که با نقایص اصلی در پردازش بصری-فضایی در حضور توانایی کلامی سالم مشخص می‌شود. معیارهای تشخیصی اضافی شامل هوش کلامی متوسط تا برتر و نقص در توانایی‌های ساخت بینایی، هماهنگی حرکتی ظریف، استدلال ریاضی، حافظه دیداری فضایی و مهارت‌های اجتماعی است.  در محیط‌های بالینی، برخی از تشخیص‌های اختلال بیش‌فعالی کمبود توجه به‌طور مناسب‌تری به عنوان NVLD طبقه‌بندی می‌شوند. 

## علائم و نشانه‌ها

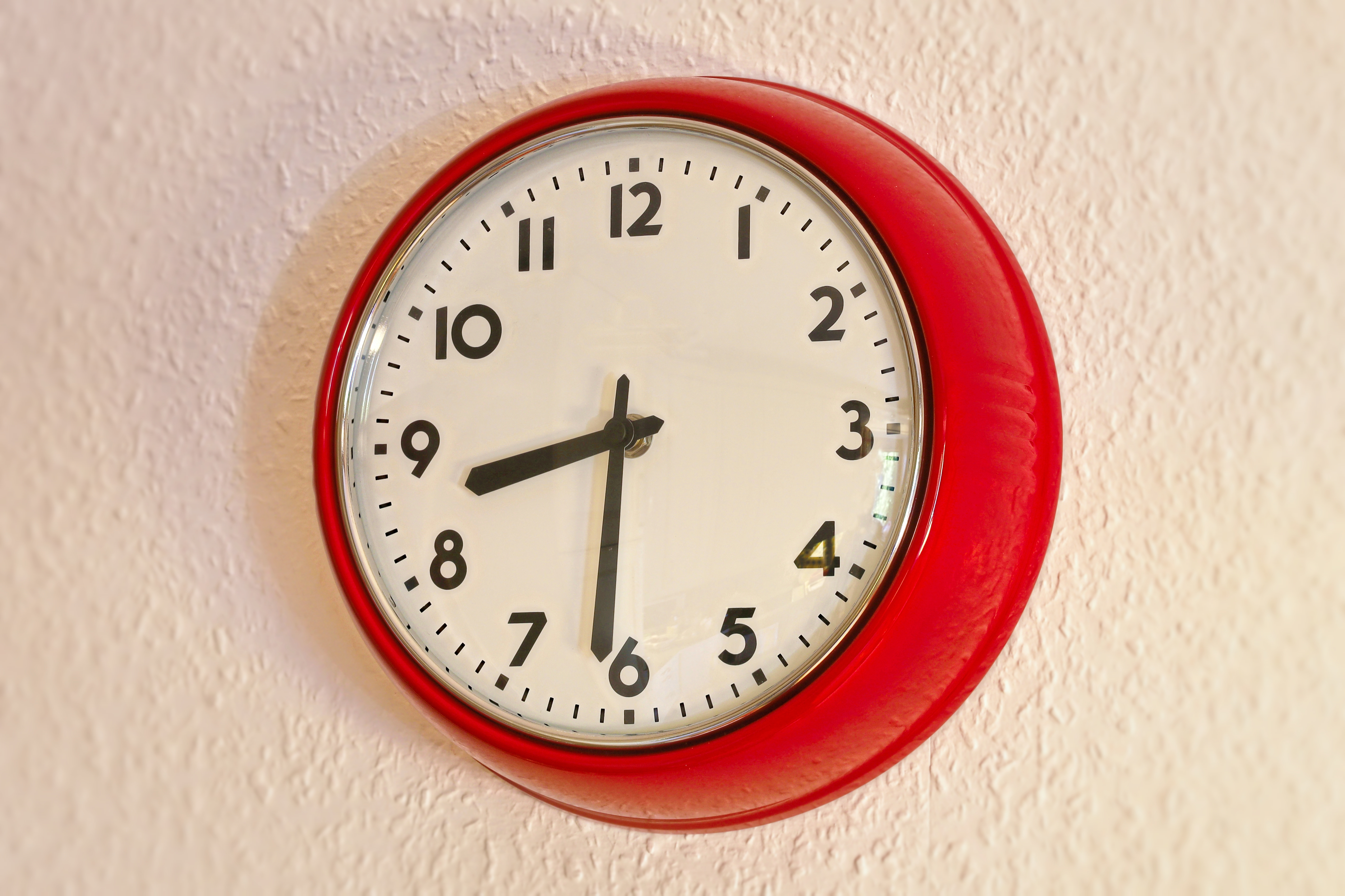
ممکن است استفاده از ساعت آنالوگ برای تشخیص زمان در افراد مبتلا به علائم NVLD دشوار باشد.

اختلال یادگیری غیرکلامی که مبتنی بر اعصاب در نظر گرفته می‌شود با موارد زیر مشخص می‌شود:
- اختلال در پردازش دیداری و فضایی
- اختلاف بین توانایی‌های کلامی متوسط تا برتر و توانایی‌های غیرکلامی مختل مانند:
  - ساخت بصری
  - هماهنگی حرکتی خوب
  - استدلال ریاضی
  - حافظه دیداری فضایی
  - مهارت‌های عاطفی اجتماعی [۳]

افراد مبتلا به NVLD ممکن است در درک نمودارها، خواندن نقشه‌ها، مونتاژ پازل‌ها و استفاده از ساعت آنالوگ برای تشخیص زمان دچار مشکل شوند. «دست و پا چلفتی بودن» در افراد مبتلا به NVLD، به ویژه کودکان، غیرعادی نیست و ممکن است کودک مبتلا به NVLD بیشتر از حد معمول طول بکشد تا نحوه بستن بند کفش یا دوچرخه سواری را بیاموزند.

## علل
تحقیقات نشان می‌دهد که ارتباطی با عدم تعادل فعالیت عصبی در نیمکره راست مغز متصل به ماده سفید وجود دارد.

### کتاب‌ها
- Thompson, Sue (1997). The Source for Nonverbal Learning Disorders. East Moline, IL: LinguiSystems. ISBN 978-0-7606-0163-1.
- Palombo, Joseph (2006). Nonverbal Learning Disabilities: A Clinical Perspective. New York: W.W. Norton. ISBN 978-0-393-70478-5.
- Broitman, Jessica; Davis, John M. (2013). Treating NVLD in Children Professional Collaborations for Positive Outcomes. New York: Springer. ISBN 978-1-4614-6179-1.

### توسط نویسندگان دارای NVLD
- Murphy, Michael Brian (2016). NLD from the Inside Out: Talking to Parents, Teachers, and Teens about Growing Up with Nonverbal Learning Disabilities (Third ed.). Jessica Kingsley Publishers.
- Fast, Yvona (2004). Employment for Individuals with Asperger Syndrome or Non-Verbal Learning Disability: Stories and Strategies. with other writers. London & Philadelphia: Jessica Kingsley Publishers. ISBN 978-1-84642-015-3. OCLC 61493670.
- Flom, Peter (2016). Screwed up Somehow but Not Stupid, Life with a Learning Disability. Peter Flom Consulting. ISBN 978-0-692-61169-2.

## پیوند به یرون
- پروژه NVLD